# 陳祚明
陳祚明（1623年—1674年），字胤倩，號稽留山人，齋號採菽堂，浙江杭州錢塘人，明末清初詩人、文學評論家。
祚明兄長陳潛夫曾為南明御史，殉難而死，故祚明效兄之節義，布衣終身。明亡前為諸生，順治十三年（1657年）應好友嚴沆之聘，為嚴沆長子嚴方貽館師，交游有燕台七子，“晨晞未起，則坐客已滿，從客酬對，晏夕方罷。”為人面貌長鬚、目光如炬，以孝悌聞名杭州。才氣甚高，“好為詩，援筆立就”，求文者甚眾，“士大夫皆争相下榻”。康熙十三年卒於北京客邸。好友王崇简、严沆、陆嘉淑等收集其遺作，並由其弟陈康侯刊行。著有《敝帚集》，弟子稱之《稽留山人集》，亦有《採菽堂古詩選》，是東漢至六朝的文學選輯。